# Duje Ćaleta-Car
Duje Ćaleta-Car, prononcé : [duje t͡ɕaleta t͡sar], né le 17 septembre 1996 à Šibenik (Croatie), est un footballeur international croate qui évolue au poste de défenseur central à la Real Sociedad en prêt de l'Olympique lyonnais. 
Avec sa sélection, il est finaliste de la Coupe du monde 2018 en Russie et participe à l'Euro 2020.

## Biographie

### Carrière en club

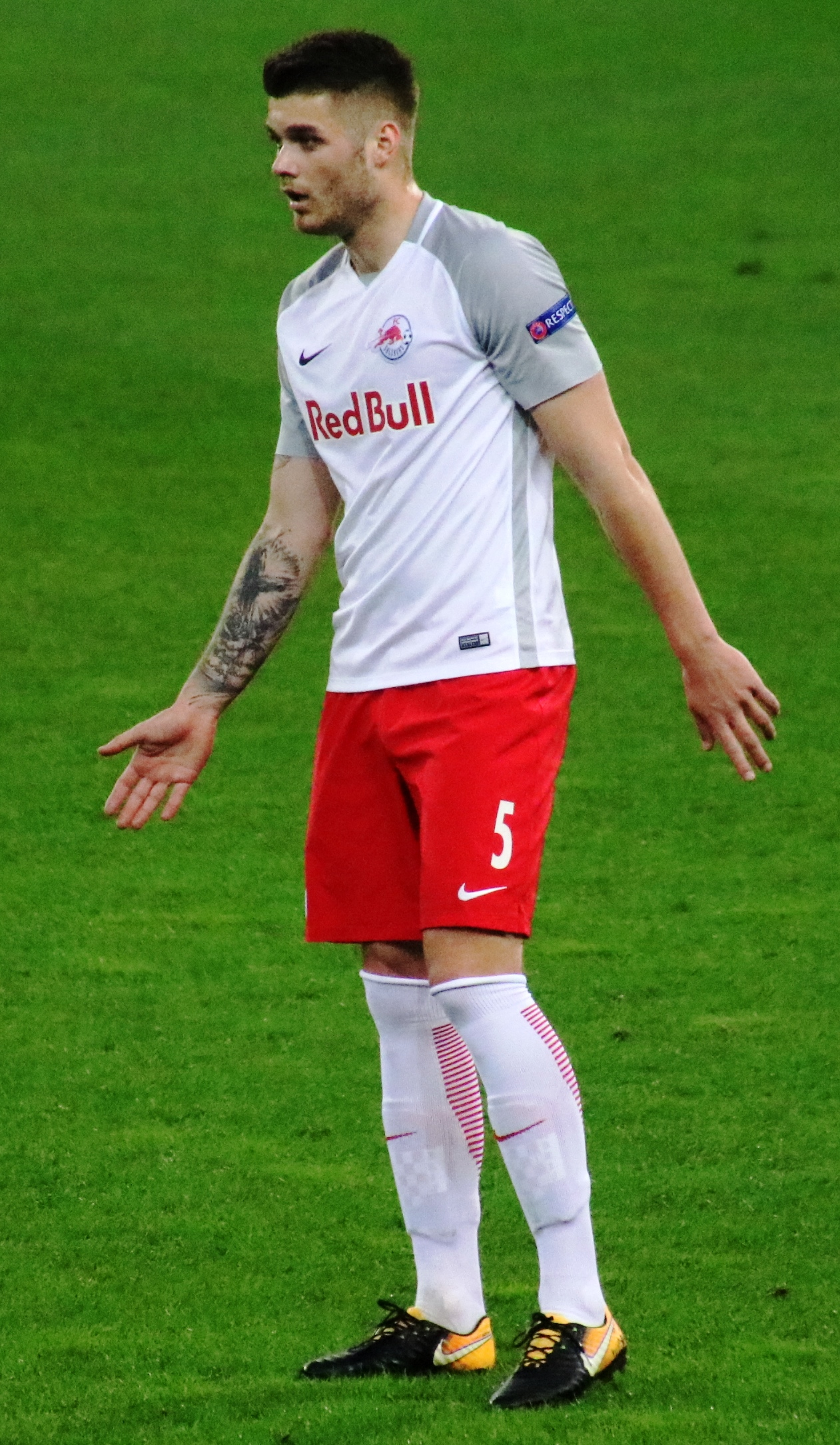
Duje Ćaleta-Car avec le Red Bull Salzbourg (2018).

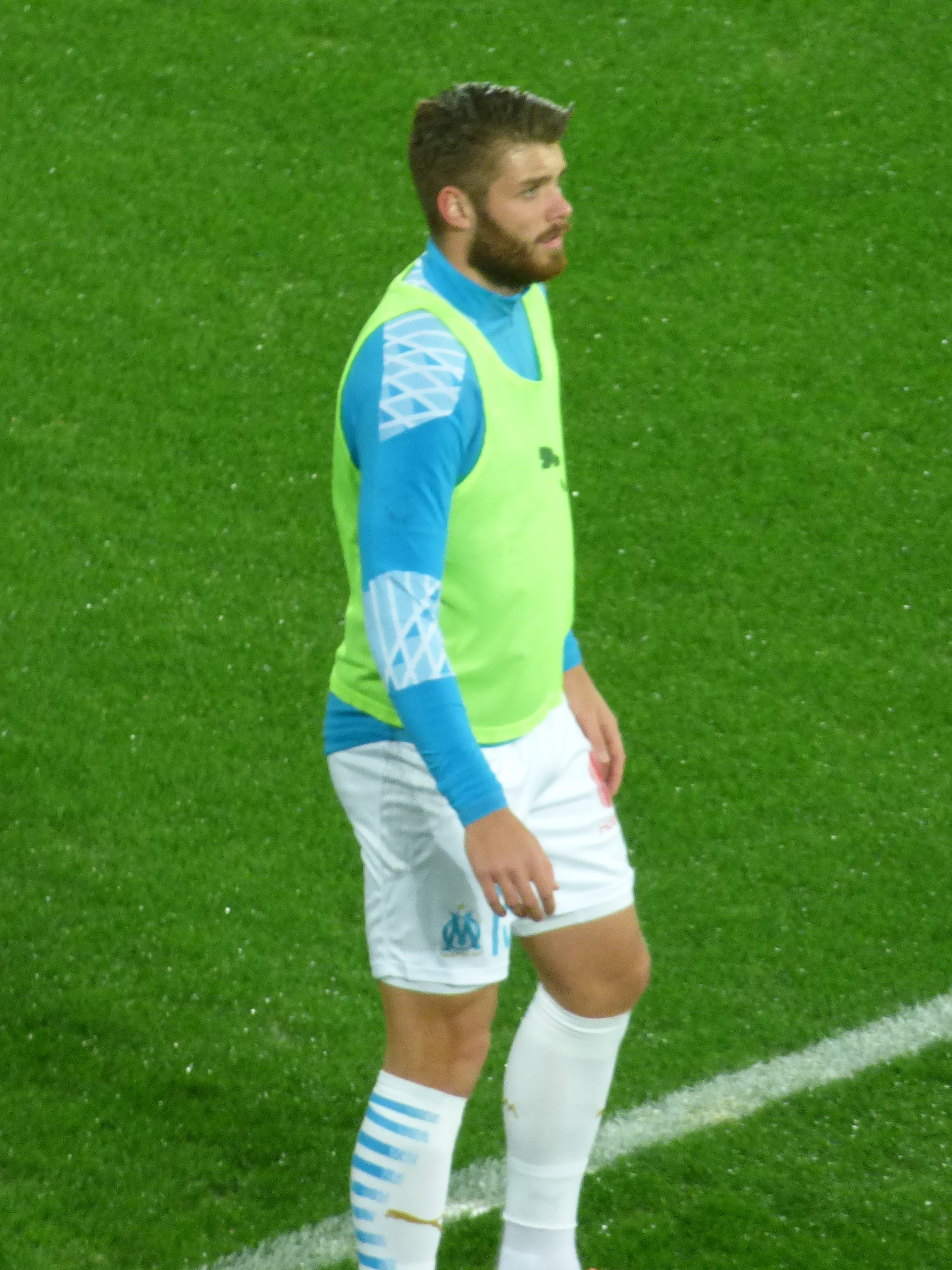
Duje Ćaleta-Car à l'échauffement avec l'Olympique de Marseille (2021).

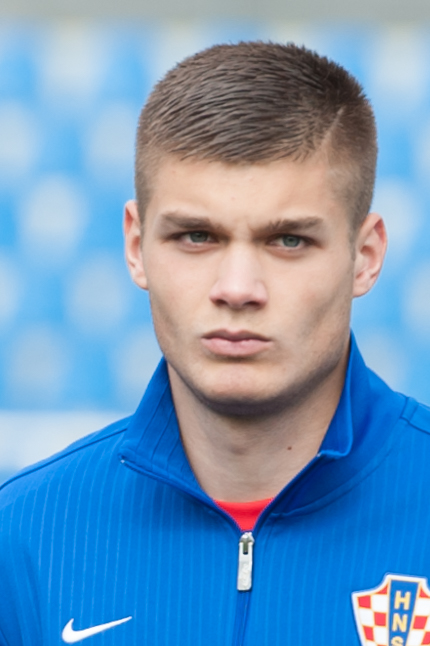
Duje Ćaleta-Car avec la Croatie -19 ans (2015).

#### HNK Šibenik (2012-2013)
Duje Ćaleta-Car débute en professionnel en 2012 avec le HNK Šibenik, son club formateur, à l'âge de seize ans. Il passe une saison en seconde division croate et prend part à dix-sept rencontres.

#### FC Pasching (2013-2014)
En 2013, Duje Ćaleta-Car signe en faveur du FC Pasching, qui évolue en troisième division autrichienne (Regionalliga) pour un montant avoisinant le demi million d'euros. En une saison, il joue quinze rencontres et marque ses trois premiers buts professionnels. 

#### FC Liefering (2014)
Duje Ćaleta-Car quitte le club en 2014 et rejoint le FC Liefering, en seconde division autrichienne, mais n'y reste que six mois avant d'être recruté par le Red Bull Salzbourg, en première division autrichienne. Après une première demi-saison à seulement neuf matchs, il prend petit à petit une place de titulaire indiscutable. 

#### Red Bull Salzbourg (2014-2018)
En quatre saisons, Duje Ćaleta-Car joue avec le Red Bull Salzbourg un total de cent-trente matchs. Il remporte quatre titres de champion d'Autriche, et également trois Coupes d'Autriche. Avec cette équipe, il inscrit deux buts en ÖFB lors de la saison 2015-2016, puis à nouveau deux buts dans ce championnat en 2017-2018. Il atteint avec Salzbourg les demi-finales de la Ligue Europa en 2018, en étant battu par l'Olympique de Marseille.

#### Olympique de Marseille (2018-2022)
Duje Ćaleta-Car est à l'été 2018 suivi par l'Olympique de Marseille qui envisage de le recruter contre une indemnité de 17 millions d'euros. Concurrencé par le Séville FC, le club français réussit à valider ce transfert dont le montant est réhaussé à 19 millions d'euros. Le 20 juillet 2018, le Croate signe un contrat portant sur cinq saisons,. Malgré une première partie de saison compliquée, le défenseur croate s’adapte et finit par s’imposer dès l’hiver jusqu’à devenir titulaire indiscutable aux côtés de Boubacar Kamara, enchaînant les bonnes prestations notamment grâce à ses qualités de relance. Il inscrit son premier but avec le club phocéen lors du match nul contre le Stade rennais FC (1-1).

#### Southampton FC (2022-2023)
En septembre 2022, Duje Ćaleta-Car s'engage pour quatre saisons avec le club Anglais de Southampton FC pour 8 millions d'euros. Il vécut une saison compliquée chez les Saints : seulement 13 apparitions en Premier League et une relégation en Championship pour son club. Ayant connu trois entraîneurs durant cette saison, le joueur croate est finalement écarté par ses dirigeants.

#### Olympique lyonnais (depuis 2023)
Le 2 août 2023, Duje Ćaleta-Car rejoint l'Olympique lyonnais sous forme de prêt payant d'un an,,. Il remplace numériquement Castello Lukeba. Après un début de saison marqué par des résultats négatifs sous la direction de Laurent Blanc puis de Fabio Grosso, le défenseur croate est en manque de confiance. Il se relance à la suite de la nomination de Pierre Sage. À l'issue de cette saison, il reste au club et signe un contrat de trois saisons et est considéré en cours de saison 2024-2025 comme un cadre de l'effectif lyonnais. Il perd progressivement sa place à partir de la 17e journée et une défaite deux buts à un face au Stade brestois, enchaînant des prestations de moins en moins solides. Clinton Mata, repositionné en défenseur central, devient titulaire à sa place aux côtés de Moussa Niakhaté et le Croate finit la saison 2024-2025 comme un remplaçant de l'effectif lyonnais.

#### Prêt à la Real Sociedad (depuis 2025)
Le 1er août 2025, Duje Ćaleta-Car s'engage avec le club basque de la Real Sociedad sous forme d'un prêt payant de 500 000 euros assorti d'une option d'achat d'environ 3 à 4 millions d'euros non obligatoire,. Il remplace numériquement Nayef Aguerd et son arrivée se concrétise après l'échec par le club basque dans sa tentative de recruter en prêt Igor Julio, joueur de Brighton & Hove Albion.

### Carrière internationale
Avec les moins de 17 ans, Duje Ćaleta-Car inscrit un but lors d'un match amical contre la Belgique en mars 2013. Il participe ensuite quelques semaines plus tard au championnat d'Europe des moins de 17 ans organisé en Slovaquie. Lors de cette compétition, il officie comme titulaire et joue trois matchs, avec pour résultats une victoire et deux nuls. Il dispute ensuite quelques mois plus tard la Coupe du monde des moins de 17 ans qui se déroule aux Émirats arabes unis. Lors du mondial junior, il officie de nouveau comme titulaire et joue trois matchs. Avec un bilan d'une victoire et deux défaites, la Croatie ne parvient pas à dépasser le premier tour.
Avec les moins de 19 ans, il participe aux éliminatoires du championnat d'Europe des moins de 19 ans 2015. À cette occasion, il inscrit un but contre l'Islande en octobre 2014.
Avec les espoirs, il inscrit trois buts. Il marque son premier but lors de sa première sélection, en mars 2014, en amical contre la Norvège (victoire 3-0). Il marque ensuite deux buts lors des éliminatoires de l'Euro espoirs 2019, contre l'Espagne (victoire 0-3), et la Tchéquie (défaite 2-1). Il officie également comme capitaine lors d'un match amical contre la Slovénie en mars 2017.
En octobre 2015, il est appelé en équipe de Croatie en remplacement de Jozo Šimunović, blessé. La Croatie joue alors face à la Bulgarie dans le cadre des éliminatoires de l'Euro 2016. Ćaleta-Car reste sur le banc des remplaçants, et la Croatie s'impose par trois buts à zéro.
Il joue finalement son premier match international, le 3 juin 2018, lors d'une rencontre amicale face au Brésil. Il entre en jeu sur le terrain au début de la seconde mi-temps, en remplacement de son coéquipier Vedran Ćorluka. La Croatie s'incline deux buts à zéro.
Lors de l'été 2018, il participe à la Coupe du monde organisée en Russie avec la Croatie. Lors du mondial, il ne joue qu'une seule rencontre : un match de poule face à l'Islande (victoire 1-2). La Croatie s'incline en finale face à la France (défaite 4-2). 
Le 21 mars 2019, il délivre sa première passe décisive en faveur de son coéquipier Borna Barišić, lors d'un match contre l'Azerbaïdjan. Cette rencontre gagnée 2-1 rentre dans le cadre des éliminatoires de l'Euro 2020.
Il n'est pas sélectionné par Zlatko Dalić pour participer à la Coupe du monde 2022 au Qatar. En mai 2024, il ne figure pas non plus dans la liste de 26 joueurs appelés par Dalić pour l'Euro 2024 mais figure dans une liste complémentaire de neuf réservistes.

## Statistiques
| Saison                | Club                      | Championnat           | Championnat | Championnat | Championnat | Coupe nationale | Coupe nationale | Coupe nationale | Coupe de la Ligue | Coupe de la Ligue | Coupe de la Ligue | Supercoupe | Supercoupe | Supercoupe | Compétition(s) continentale(s) | Compétition(s) continentale(s) | Compétition(s) continentale(s) | Compétition(s) continentale(s) | Barrages Europe | Barrages Europe | Barrages Europe | Total | Total | Total |
| Saison                | Club                      | Division              | M.          | B.          | P.d.        | M.              | B.              | P.d.            | M.                | B.                | P.d.              | M.         | B.         | P.d.       | Comp.                          | M.                             | B.                             | P.d.                           | M.              | B.              | P.d.            | M.    | B.    | P.d.  |
| 2012-2013             | HNK Šibenik               | 2. HNL                | 17          | 0           | -           | -               | -               | -               | -                 | -                 | -                 | -          | -          | -          | -                              | -                              | -                              | -                              | -               | -               | -               | 17    | 0     | 0     |
| 2013-2014             | FC Pasching               | Regionalliga Mitte    | 15          | 3           | -           | -               | -               | -               | -                 | -                 | -                 | -          | -          | -          | -                              | -                              | -                              | -                              | -               | -               | -               | 15    | 3     | 0     |
| 2014-2015             | FC Liefering              | Erste Liga            | 19          | 0           | 1           | -               | -               | -               | -                 | -                 | -                 | -          | -          | -          | -                              | -                              | -                              | -                              | -               | -               | -               | 19    | 0     | 1     |
| 2015-2016             | FC Liefering (prêt)       | Erste Liga            | 1           | 0           | 0           | -               | -               | -               | -                 | -                 | -                 | -          | -          | -          | -                              | -                              | -                              | -                              | -               | -               | -               | 1     | 0     | 0     |
| Sous-total            | Sous-total                | Sous-total            | 20          | 0           | 1           | -               | -               | -               | -                 | -                 | -                 | -          | -          | -          | -                              | -                              | -                              | -                              | -               | -               | -               | 20    | 0     | 1     |
| 2014-2015             | Red Bull Salzbourg        | Bundesliga            | 7           | 0           | 0           | 1               | 0               | -               | -                 | -                 | -                 | -          | -          | -          | C3                             | 1                              | 0                              | 0                              | -               | -               | --              | 9     | 0     | 0     |
| 2015-2016             | Red Bull Salzbourg        | Bundesliga            | 31          | 2           | 2           | 4               | 0               | -               | -                 | -                 | -                 | -          | -          | -          | -                              | -                              | -                              | -                              | 2               | 0               | 0               | 37    | 2     | 2     |
| 2016-2017             | Red Bull Salzbourg        | Bundesliga            | 18          | 0           | 1           | 5               | 0               | -               | -                 | -                 | -                 | -          | -          | -          | C3                             | 3                              | 0                              | 0                              | 5               | 0               | 0               | 31    | 0     | 1     |
| 2017-2018             | Red Bull Salzbourg        | Bundesliga            | 28          | 2           | 1           | 6               | 0               | -               | -                 | -                 | -                 | -          | -          | -          | C3                             | 13                             | 0                              | 2                              | 6               | 0               | 1               | 53    | 2     | 4     |
| Sous-total            | Sous-total                | Sous-total            | 84          | 4           | 4           | 16              | 0               | -               | -                 | -                 | -                 | -          | -          | -          | -                              | 17                             | 0                              | 2                              | 13              | 0               | 1               | 130   | 4     | 7     |
| 2018-2019             | Olympique de Marseille    | Ligue 1               | 20          | 0           | 0           | 1               | 0               | 0               | 0                 | 0                 | 0                 | -          | -          | -          | C3                             | 5                              | 0                              | 0                              | -               | -               | -               | 26    | 0     | 0     |
| 2019-2020             | Olympique de Marseille    | Ligue 1               | 23          | 1           | 1           | 2               | 0               | 0               | 1                 | 0                 | 0                 | -          | -          | -          | -                              | -                              | -                              | -                              | -               | -               | -               | 26    | 1     | 1     |
| 2020-2021             | Olympique de Marseille    | Ligue 1               | 33          | 2           | 1           | 1               | 0               | 0               | -                 | -                 | -                 | 1          | 0          | 0          | C1                             | 4                              | 0                              | 0                              | -               | -               | -               | 39    | 2     | 1     |
| 2021-2022             | Olympique de Marseille    | Ligue 1               | 26          | 2           | 0           | 3               | 0               | 0               | -                 | -                 | -                 | -          | -          | -          | C3+C4                          | 3+6                            | 0                              | 0                              | -               | -               | -               | 38    | 2     | 0     |
| 2022-2023             | Olympique de Marseille    | Ligue 1               | 1           | 0           | 0           | -               | -               | -               | -                 | -                 | -                 | -          | -          | -          | C1                             | -                              | -                              | -                              | -               | -               | -               | 1     | 0     | 0     |
| Sous-total            | Sous-total                | Sous-total            | 103         | 5           | 2           | 7               | 0               | 0               | 1                 | 0                 | 0                 | 1          | 0          | 0          | -                              | 18                             | 0                              | 0                              | -               | -               | -               | 130   | 5     | 2     |
| 2022-2023             | Southampton FC            | Premier League        | 13          | 1           | 0           | 2               | 1               | 0               | 4                 | 0                 | 0                 | -          | -          | -          | -                              | -                              | -                              | -                              | -               | -               | -               | 19    | 2     | 0     |
| 2023-2024             | Olympique lyonnais (prêt) | Ligue 1               | 24          | 0           | 0           | 5               | 0               | 0               | -                 | -                 | -                 | -          | -          | -          | -                              | -                              | -                              | -                              | -               | -               | -               | 29    | 0     | 0     |
| 2024-2025             | Olympique lyonnais        | Ligue 1               | 19          | 1           | 0           | -               | -               | -               | -                 | -                 | -                 | -          | -          | -          | C3                             | 9                              | 0                              | 1                              | -               | -               | -               | 28    | 1     | 1     |
| Sous-total            | Sous-total                | Sous-total            | 43          | 1           | 0           | 5               | 0               | 0               | -                 | -                 | -                 | -          | -          | -          | -                              | 9                              | 0                              | 1                              | -               | -               | -               | 57    | 1     | 1     |
| 2025-2026             | Real Sociedad (prêt)      | Liga                  | 1           | 0           | 0           | -               | -               | -               | -                 | -                 | -                 | -          | -          | -          | -                              | -                              | -                              | -                              | -               | -               | -               | 1     | 0     | 0     |
| Total sur la carrière | Total sur la carrière     | Total sur la carrière | 296         | 14          | 7           | 30              | 1               | 0               | 5                 | 0                 | 0                 | 1          | 0          | 0          | -                              | 44                             | 0                              | 3                              | 13              | 0               | 1               | 389   | 15    | 11    |

### En sélection nationale
| Saison                | Sélection             | Phases finales        | Phases finales | Phases finales | Phases finales | Éliminatoires CDM | Éliminatoires CDM | Éliminatoires CDM | Éliminatoires EURO | Éliminatoires EURO | Éliminatoires EURO | Ligue Nations | Ligue Nations | Ligue Nations | Matchs amicaux | Matchs amicaux | Matchs amicaux | Total | Total | Total |
| Saison                | Sélection             | Compétition           | M              | B              | Pd             | M                 | B                 | Pd                | M                  | B                  | Pd                 | M             | B             | Pd            | M              | B              | Pd             | M     | B     | Pd    |
| --------------------- | --------------------- | --------------------- | -------------- | -------------- | -------------- | ----------------- | ----------------- | ----------------- | ------------------ | ------------------ | ------------------ | ------------- | ------------- | ------------- | -------------- | -------------- | -------------- | ----- | ----- | ----- |
| 2017-2018             | Croatie               | Coupe du monde 2018   | 1              | 0              | 0              | 0                 | 0                 | 0                 | -                  | -                  | -                  | -             | -             | -             | 1              | 0              | 0              | 2     | 0     | 0     |
| 2018-2019             | Croatie               | -                     | -              | -              | -              | -                 | -                 | -                 | 1                  | 0                  | 0                  | 0             | 0             | 0             | 0              | 0              | 0              | 1     | 0     | 0     |
| 2019-2020             | Croatie               | -                     | -              | -              | -              | -                 | -                 | -                 | 1                  | 0                  | 0                  | -             | -             | -             | 1              | 0              | 0              | 2     | 0     | 0     |
| 2020-2021             | Croatie               | Euro 2020             | 2              | 0              | 0              | 2                 | 0                 | 0                 | -                  | -                  | -                  | 3             | 0             | 0             | 4              | 0              | 0              | 11    | 0     | 0     |
| 2021-2022             | Croatie               | -                     | -              | -              | -              | 4                 | 1                 | 0                 | -                  | -                  | -                  | 1             | 0             | 0             | 2              | 0              | 1              | 7     | 1     | 1     |
| 2023-2024             | Croatie               | -                     | -              | -              | -              | -                 | -                 | -                 | -                  | -                  | -                  | -             | -             | -             | 1              | 0              | 0              | 1     | 0     | 0     |
| 2024-2025             | Croatie               | -                     | -              | -              | -              | 2                 | 0                 | 0                 | -                  | -                  | -                  | 7             | 0             | 0             | -              | -              | -              | 9     | 0     | 0     |
| Total sur la carrière | Total sur la carrière | Total sur la carrière | 3              | 0              | 0              | 8                 | 1                 | 0                 | 2                  | 0                  | 0                  | 11            | 0             | 0             | 9              | 0              | 1              | 33    | 1     | 1     |

### Liste des matchs internationaux
| Matchs internationaux de Duje Ćaleta-Car | Matchs internationaux de Duje Ćaleta-Car | Matchs internationaux de Duje Ćaleta-Car       | Matchs internationaux de Duje Ćaleta-Car | Matchs internationaux de Duje Ćaleta-Car | Matchs internationaux de Duje Ćaleta-Car | Matchs internationaux de Duje Ćaleta-Car                           |
|                                          | Date                                     | Lieu                                           | Adversaire                               | Résultat                                 | Compétition                              | Notes                                                              |
| ---------------------------------------- | ---------------------------------------- | ---------------------------------------------- | ---------------------------------------- | ---------------------------------------- | ---------------------------------------- | ------------------------------------------------------------------ |
| 1.                                       | 3 juin 2018                              | Anfield, Liverpool, Angleterre                 | Brésil                                   | 2 - 0                                    | Match amical                             | Entre en jeu à la place de Vedran Ćorluka à la 52e minute de jeu.  |
| 2.                                       | 26 juin 2018                             | Rostov Arena, Rostov-sur-le-Don, Russie        | Islande                                  | 2 - 1                                    | Coupe du monde 2018                      | Titulaire.                                                         |
| 3.                                       | 21 mars 2019                             | Stade Maksimir, Zagreb, Croatie                | Azerbaïdjan                              | 2 - 1                                    | Match amical                             | Titulaire.                                                         |
| 4.                                       | 16 novembre 2019                         | Stade Kantrida, Rijeka, Croatie                | Slovaquie                                | 3 - 1                                    | Qualif Euro 2020                         | Titulaire.                                                         |
| 5.                                       | 19 novembre 2019                         | Stade Aldo Drosina, Pula, Croatie              | Géorgie                                  | 2 - 1                                    | Match amical                             | Entre en jeu à la place de Tin Jedvaj à la 46e minute de jeu.      |
| 6.                                       | 8 septembre 2020                         | Stade de France, Saint-Denis, France           | France                                   | 4 - 2                                    | Ligue des nations 2020-2021              | Titulaire.                                                         |
| 7.                                       | 7 octobre 2020                           | Kybunpark, Saint-Gall, Suisse                  | Suisse                                   | 1 - 2                                    | Match amical                             | Titulaire.                                                         |
| 8.                                       | 11 octobre 2020                          | Stade Maksimir, Zagreb, Croatie                | Suède                                    | 2 - 1                                    | Ligue des nations 2020-2021              | Titulaire.                                                         |
| 9.                                       | 11 novembre 2020                         | Vodafone Park, Istanbul, Turquie               | Turquie                                  | 3 - 3                                    | Match amical                             | Entre en jeu à la place de Marin Pongračić à la 61e minute de jeu. |
| 10.                                      | 14 novembre 2020                         | Friends Arena, Solna, Suède                    | Suède                                    | 2 - 1                                    | Ligue des nations 2020-2021              | Titulaire.                                                         |
| 11.                                      | 27 mars 2021                             | Stade Kantrida, Rijeka, Croatie                | Chypre                                   | 1 - 0                                    | Éliminatoires Coupe du monde 2022        | Titulaire.                                                         |
| 12.                                      | 30 mars 2021                             | Stade Kantrida, Rijeka, Croatie                | Malte                                    | 3 - 0                                    | Éliminatoires Coupe du monde 2022        | Titulaire.                                                         |
| 13.                                      | 1er juin 2021                            | Stadion Radnik, Velika Gorica, Croatie         | Arménie                                  | 1 - 1                                    | Match amical                             | Titulaire.                                                         |
| 14.                                      | 6 juin 2021                              | Stade Roi Baudouin, Bruxelles, Belgique        | Belgique                                 | 1 - 0                                    | Match amical                             | Titulaire.                                                         |
| 15.                                      | 13 juin 2021                             | Stade de Wembley, Londres, Angleterre          | Angleterre                               | 1 - 0                                    | Euro 2020                                | Titulaire.                                                         |
| 16.                                      | 28 juin 2021                             | Parken Stadium, Copenhague, Danemark           | Espagne                                  | 3 - 3 (5 tab 3)                          | Euro 2020                                | Titulaire.                                                         |
| 17.                                      | 1er septembre 2021                       | Stade Loujniki, Moscou, Russie                 | Russie                                   | 0 - 0                                    | Qualif mondial 2022                      | Titulaire et remplacé par Mile Škorić à la 84e minute de jeu.      |
| 18.                                      | 7 septembre 2021                         | Stade de Poljud, Split, Croatie                | Slovénie                                 | 3 - 0                                    | Qualif mondial 2022                      | Entre en jeu à la place de Dejan Lovren à la 77e minute de jeu.    |
| 19.                                      | 9 octobre 2021                           | AEK Arena, Larnaca, Chypre                     | Chypre                                   | 0 - 3                                    | Qualif mondial 2022                      | Titulaire.                                                         |
| 20.                                      | 11 novembre 2021                         | Ta' Qali Stadium, Ta' Qali, Malte              | Malte                                    | 1 - 7                                    | Qualif mondial 2022                      | Titulaire.                                                         |
| 21.                                      | 26 mars 2022                             | Stade Education City, Al Rayyan, Qatar         | Slovénie                                 | 1 - 1                                    | Match amical                             | Titulaire et remplacé par Domagoj Vida à la 73e minute de jeu.     |
| 22.                                      | 29 mars 2022                             | Stade Education City, Al Rayyan, Qatar         | Bulgarie                                 | 2 - 1                                    | Match amical                             | Titulaire, expulsé à la 63e minute de jeu.                         |
| 23.                                      | 3 juin 2022                              | Stade Gradski vrt, Osijek, Croatie             | Autriche                                 | 0 - 3                                    | Ligue des nations 2022-2023              | Titulaire.                                                         |
| 24.                                      | 23 mars 2024                             | Stade international du Caire, Le Caire, Égypte | Tunisie                                  | 0 - 0 4-5 t.a.b                          | Match amical                             | Entre en jeu à la place de Martin Erlić à la 59e minute de jeu.    |
| 25.                                      | 5 septembre 2024                         | Estádio da Luz, Lisbonne, Portugal             | Portugal                                 | 2 - 1                                    | Ligue des nations 2024-2025              | Entre en jeu à la place de Marin Pongračić à la 46e minute de jeu. |
| 26.                                      | 8 septembre 2024                         | Opus Arena, Osijek, Croatie                    | Pologne                                  | 1 - 0                                    | Ligue des nations 2024-2025              | Titulaire.                                                         |
| 27.                                      | 12 octobre 2024                          | Stade Maksimir, Zagreb, Croatie                | Écosse                                   | 2 - 1                                    | Ligue des nations 2024-2025              | Titulaire.                                                         |
| 28.                                      | 15 novembre 2024                         | Hampden Park, Glasgow, Écosse                  | Écosse                                   | 1 - 0                                    | Ligue des nations 2024-2025              | Titulaire.                                                         |
| 29.                                      | 18 novembre 2024                         | Stade de Poljud, Split, Croatie                | Portugal                                 | 1 - 1                                    | Ligue des nations 2024-2025              | Titulaire.                                                         |
| 30.                                      | 20 mars 2025                             | Stade de Poljud, Split, Croatie                | France                                   | 2 - 0                                    | Ligue des nations 2024-2025              | Titulaire.                                                         |
| 31.                                      | 23 mars 2025                             | Stade de France, Saint-Denis, France           | France                                   | 2 - 0 5-4 t.a.b                          | Ligue des nations 2024-2025              | Titulaire.                                                         |
| 32.                                      | 6 juin 2025                              | Stade de l'Algarve, Almancil, Portugal         | Gibraltar                                | 0 - 7                                    | Qualif mondial 2026                      | Titulaire.                                                         |
| 33.                                      | 9 juin 2025                              | Opus Arena, Osijek, Croatie                    | Tchéquie                                 | 5 - 1                                    | Qualif mondial 2026                      | Titulaire et remplacé par Luka Vušković à la 88e minute de jeu.    |

### Buts internationaux
| #  | Date             | Lieu                              | Adversaire | Score | Résultat | Compétition         |
| -- | ---------------- | --------------------------------- | ---------- | ----- | -------- | ------------------- |
| 1. | 11 novembre 2021 | Ta' Qali Stadium, Ta' Qali, Malte | Malte      | 0-2   | 1 - 7    | Qualif mondial 2022 |

## Palmarès

### En club
Duje Ćaleta-Car remporte ses premiers titres sous les couleurs du Red Bull Salzbourg en étant sacré champion d'Autriche à quatre reprises en quatre saisons en 2015, 2016, 2017 et 2018. Il remporte également trois coupes d'Autriche, atteignant la finale chaque saison mais s'inclinant en 2018.
Sous les couleurs de l'Olympique de Marseille, il est titulaire lors Trophée des champions 2020 perdu face au Paris Saint-Germain et vice-champion de France à deux reprises en 2020 et 2022.
Il est également finaliste de la Coupe de France en 2024 avec l'Olympique lyonnais.

### En sélection
Avec l'équipe de Croatie, il est finaliste de la Coupe du monde 2018, perdue face à la France.
| Red Bull Salzbourg (7) | Olympique de Marseille                                                                  | Olympique lyonnais                  | Croatie                            |
| --- | --------------------------------------------------------------------------------------- | ----------------------------------- | ---------------------------------- |
| - Bundesliga - Vainqueur : 2015, 2016, 2017 et 2018. - Coupe d'Autriche - Vainqueur : 2015, 2016 et 2017. - Finaliste : 2018. | - Ligue 1 : - Vice-champion : 2020 et 2022. - Trophée des champions - Finaliste : 2020. | Coupe de France - Finaliste : 2024. | Coupe du monde - Finaliste : 2018. |